# دمی با ملا و عبید
دمی با ملا و عبید نام یک مجموعه تلویزیونی ایرانی به کارگردانی «سعید نادری» است که در سال ۱۳۵۶ تولید و قرار بود در نوروز ۱۳۵۷ از تلویزیون ملی ایران پخش گردد. به دلایلی این سریال رنگی هیچ‌وقت از تلویزیون پخش نشد. کارگردان سعی کرد با تدوین مجدد این مجموعه یک فیلم سینمایی تهیه کند که آن نیز به نتیجه نرسید.

## خلاصه داستان
زندگی و قصه‌های عبید زاکانی و ملانصرالدین، دستمایه این مجموعه تلویزیونی بود که از قسمت‌های ۱۵ دقیقه‌ای تشکیل شده بود.

## بازیگران و عوامل تولید

### بازیگران
- رضا کرم‌رضایی
- باقر صحرارودی
- آرش تاج
- حسین معلومی
- فریده بیات
- فرشید فرشود
- ابراهیم بازرگان
- نلی الکساندروس

### عوامل تولید
- تهیه‌کننده و کارگردان: سعید نادری
- فیلمبردار: فرهاد صبا
- محصول: تلویزیون ملی ایران
- سال تولید: ۱۳۵۷-۱۳۵۶